# 나오미 그로스먼
나오미 그로스먼(영어: Naomi Grossman, 1975년 2월 2일 ~ )은 미국의 배우이다. 드라마 《아메리칸 호러 스토리》의 페퍼 역으로 인지도가 높다.

## 출연작 목록
- 아메리칸 호러 스토리
- 공포 주식회사